# Запис Милићевића дуд (Мали Поповић)
Запис Милићевића дуд (Мали Поповић) се налази на парцели чији је власник Милићевић Тихомир.

## Локација
| Општина             | Јагодина                                                         |
| Катастарска општина | Мали Поповић                                                     |
| Потес               | Село                                                             |
| Координате          | 44° 02′ 57″ С; 21° 17′ 56″ И / 44.049199999999999° С; 21.2989° И |
| Надморска висина    | 117m                                                             |

## Карактеристике
Дендрометријске вредности утврђене на терену и сателитским снимцима:
| Стабло                     | Дуд |
| Висина стабла              | m   |
| Обим дебла                 | m   |
| Пречник крошње             | 8m  |
| Пречник дебла              | m   |
| Висина дебла до прве гране | m   |

## База записа
Запис је у оквиру Викимедија пројекта "Запис - Свето дрво" заведен под редним бројем 0677.